# Iaroslav Prokhanov
Iaroslav Ivanovitch Prokhanov (en russe : Яросла́в Ива́нович Проха́нов), né le 31 juillet 1902 à Jeleznovodsk et mort le 14 février 1965 à Makhatchkala (RSSA du Daghestan), est un botaniste, géographe et généticien soviétique. Il était docteur en sciences biologiques et professeur.

## Biographie
Iaroslav Prokhanov est le fils d'un ingénieur, Ivan Prokhanov, descendant de Molokanes et lui-même à la tête de l'Union panrusse des chrétiens évangéliques, secte protestante installée dans l'Empire russe à la fin du XIXe siècle. Iaroslav Prokhanov passe sa jeunesse à Pétrograd où sa famille s'est installée, mais le père décide d'envoyer sa famille à Tiflis, chez les parents de sa femme, en janvier 1919, craignant pour leur sécurité pendant la terreur rouge durant la guerre civile. La famille se trouve en chemin dans une zone en proie aux luttes entre les Blancs de Dénikine et les Rouges. Ils n'atteindront pas Tiflis, car le père est malade du typhus et la mère meurt du choléra à Vladikavkaz. Iaroslav Prokhanov et son frère Vsevolod sont recueillis par un oncle à Vladikavkaz pendant quelques mois avant de rejoindre finalement Tiflis. C'est là que le jeune homme se prend de passion pour la botanique. Il est instruit par Dmitri Sosnovski.
Ce n'est que dans le courant de l'année 1921 que les frères Prokhanov retournent à Pétrograd. Le père est arrêté et déporté dans un camp de travail. Iaroslav parvient toutefois à étudier à l'université de Pétrograd — bientôt rebaptisée Léningrad. Il parvient au cours de ses études à devenir guide des serres du jardin botanique de l'institut de botanique de l'Académie des sciences. En 1926, son frère cadet est tué. Son père émigre. Il mourra en 1935 à Berlin.
Iaroslav Prokhanov est nommé comme doctorant à la chaire de botanique tout en préparant une thèse sur les euphorbes d'Asie centrale, ce qui lui permet de participer à des expéditions scientifiques. Cependant on ne lui permet pas de passer sa thèse, étant le fils d'un « élément social indésirable » qui est « au service d'un culte ». Il est envoyé en 1935 pour cinq ans à Kouïbychev, où il est employé par le jardin botanique local. Il est arrêté en 1938 au moment de la terreur stalinienne, en vertu de l'article 58 du code pénal de la RSFSR. Le prétexte de son arrestation est semble-t-il son héritage. En effet, son père est mort trois ans plus tôt à Berlin, laissant une somme confortable à son fils qui aurait fait part de son désir de toucher à cette somme. Les poursuites sont abandonnées le 20 septembre 1939, pour manque de preuve. En fait, Iaroslav Prokhanov a déjà donné son héritage au pouvoir stalinien afin d'échapper aux camps. Ce n'est qu'en 1940 qu'il a enfin le droit d'étudier pour sa thèse à Léningrad.
Lorsque la guerre éclate, il est envoyé enseigner la biologie dans un village de l'oblast de Saratov jusqu'en 1943, puis il enseigne à l'institut d'agronomie de Boudionnovsk, nouvellement ouvert à l'été 1944. Il passe sa thèse de doctorat en 1947 à l'institut de botanique de l'Académie des sciences d'URSS, puis il est nommé enseignant à l'institut pédagogique de Stavropol à partir de 1948. Il est nommé au grade de professeur en 1949. Il collabore alors étroitement avec le professeur Vavilov et poursuit son œuvre sans s'attacher à la propagande stalinienne à l'époque de l'affaire Lyssenko. Il continue d'enseigner la génétique classique à ses étudiants.
Cela lui vaut sa perte, car il est chassé de l'institut et Prokhanov en tombe malade. Il est interdit de séjour à Léningrad. Il parvient à se faire nommer comme directeur de chaire à l'institut d'agronomie du Daguestan situé dans la ville de Makhatchkala au Daghestan, au bord de la mer Caspienne, où son épouse le rejoint. C'est ici qu'il rédige plusieurs livres, qu'il est le premier à traduire en russe le code international de la nomenclature des plantes. Prokhanov n'est pleinement réhabilité que dans les années 1960. Il ne retourne pas à Léningrad ne voulant pas abandonner sa chaire et meurt d'un cancer de l'œsophage en 1965.

## Publications
La première publication de Prokhanov date de 1922. Elle traite de découvertes concernant la flore du nord-ouest de la Russie européenne et notamment de Lemna gibba. C'est à cette époque qu'il commence à s'intéresser, selon la proposition du professeur Komarov, aux spécimens extrême-orientaux de Rubus et en découvre trois nouvelles espèces.
Prokhanov recueille un vaste herbier au cours de son expédition de 1926 de Mongolie qu'il effectue avec N.P. Ikonnikov-Galitzine. Il découvre cinq nouvelles espèces d'Allium. C'est en 1933 qu'il publie une monographie sur les euphorbes d'Asie centrale que les spécialistes considèrent comme fondamentale compte tenu de l'immensité de cette région. Toutefois Prokhanov ne présente pas sa thèse de doctorat sur cette famille, mais sur les aulx et les oignons de Chine et du Japon.
Ses travaux sont remarqués en 1932 par l'institut panrusse de recherches agronomiques et le professeur Vavilov le fait travailler sur le genre Gossypium, grâce à quoi il se rend en séjour scientifique à Tachkent (en 1931 et en 1932) et à Gandjoou (en 1932). Il reçoit le prix Komarov pour une dernière publication concernant ce genre en 1947.
Prokhanov est avant tout fameux pour ses études concernant les euphorbes dont la première et dernière monographie du jardin botanique de Kouibychev paraît en 1941 à Kouibychev (Acta Horti botanici kuibyshevensis). Elle concerne les euphorbes de la Moyenne-Volga.
Boris Chichkine fait collaborer Prokhanov à la fameuse encyclopédie botanique La Flore d'URSS, en plusieurs tomes. Il rédige les articles concernant les euphorbes, ainsi que les Celastraceae.
Prokhanov maîtrisait parfaitement l'allemand, l'anglais et le français et connaissait le latin et le grec ancien.

## Quelques plantes étudiées
- Euphorbia alaica Prokh., Asie centrale
- Euphorbia anisopetala Prokh.
- Euphorbia deltobracteata Prokh.
- Euphorbia kansuensis Prokh.
- Euphorbia kopetdaghi Prokh.
- Euphorbia kozlovii Prokh., Mongolie centrale
- Euphorbia kudrjaschevii (Pazij) Prokh.
- Euphorbia microcarpa Prokh., Sibérie occidentale, Altaï, Kazakhstan
- Euphorbia mongolica (Prokh.) Krylov, Mongolie, Touva
- Euphorbia monocyathium Prokh.
- Euphorbia monostyla Prokh.
- Euphorbia mucronulata (Prokh.) Pavlov
- Euphorbia pamirica Prokh.
- Euphorbia poecilophylla Prokh.
- Euphorbia potaninii Prokh., Asie centrale, Touva
- Euphorbia talastavica Prokh.
- Euphorbia transoxana Prokh., Amou-Daria
- Euphorbia tranzschelii Prokh.
- Euphorbia triodonta Prokh.
- Euphorbia tshuiensis (Prokh.) Serg. ex Krylov

## Source
- (ru) Cet article est partiellement ou en totalité issu de l’article de Wikipédia en russe intitulé « Проханов, Ярослав Иванович » (voir la liste des auteurs).